# Maihueniopsis minuta
Maihueniopsis minuta ist eine Pflanzenart in der Gattung Maihueniopsis aus der Familie der Kakteengewächse (Cactaceae). Das Artepitheton minuta stammt aus dem Lateinischen, bedeutet ‚winzig‘ und verweist auf die Größe der Triebe.

## Beschreibung

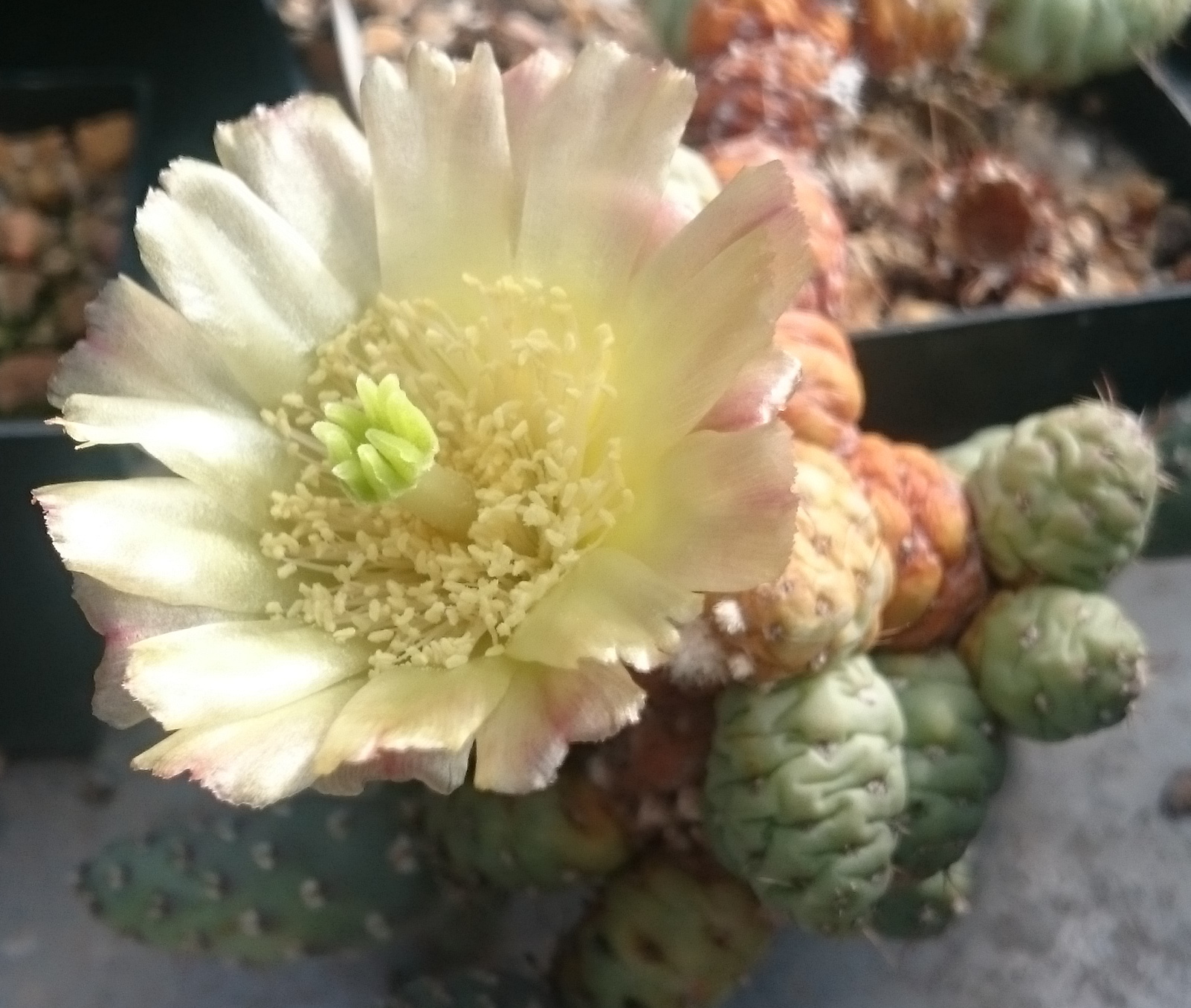
Blüte

Maihueniopsis minuta wächst klein und kompakt, ist reich verzweigt und häufig teilweise im Boden vergraben. Die eiförmigen, manchmal zur Spitze verjüngten, kaum gehöckerte, häufig etwas purpurn überhauchten Triebabschnitte sind bis zu 2,5 Zentimeter lang. Die kleinen, eng beieinander stehenden Areolen sind eingesenkt und fast auf dem gesamten Triebabschnitt vorhanden. Dornen fehlen in der Regel. Manchmal sind ein bis zwei borstenartige, plötzlich zurückgebogene Dornen von 7 bis 12 Millimeter Länge vorhanden.
Die gelben Blüten weisen eine Länge von bis zu 4,5 Zentimeter und einen Durchmesser von 3,5 Zentimeter auf. Die fleischigen Früchte sind im Inneren trocken.

## Verbreitung, Systematik und Gefährdung
Maihueniopsis minuta ist in den argentinischen Provinzen Jujuy und Salta in Höhenlagen von 1500 bis 2500 Metern verbreitet.
Die Erstbeschreibung als Tephrocactus minutus erfolgte 1936 durch Curt Backeberg. Roberto Kiesling stellte die Art 1999 in die Gattung Maihueniopsis. Ein weiteres nomenklatorisches Synonym  ist Opuntia minuta (Backeb.) A.Cast. (1950).
In der Roten Liste gefährdeter Arten der IUCN wird die Art als „Endangered (EN)“, d. h. als stark gefährdet geführt. Die Art hat ein Verbreitungsgebiet von etwa 4200 km² und kommt in diesem nur in zwei disjunkten Populationen vor. An einem Standort ist die Pflanzenanzahl durch illegales Sammeln rückläufig und der Fortbestand der Art bedroht, da adulte Pflanzen kaum noch zu finden sind. Die Entwicklung der Population wird als abnehmend angesehen.

## Nachweise